# Pune (distrikt)

Distriktets läge i Maharashtra.

Pune är ett distrikt i delstaten Maharashtra i västra Indien. Befolkningen uppgick till 7 232 555 invånare vid folkräkningen 2001, på en yta av 15 643 kvadratkilometer. Den administrativa huvudorten är Pune. 

## Administrativ indelning
Distriktets är indelat i fjorton tehsil (en kommunliknande enhet):
- Ambegaon
- Baramati
- Bhor
- Daund
- Haveli
- Indapur
- Junnar
- Khed
- Mawal
- Mulshi
- Pune City
- Purandhar
- Shirur
- Velhe

## Städer
Distriktets städer är Pune, distriktets huvudort, samt:
- Alandi, Baramati, Bhor, Chākan, Daund, Dehu, Dehu Road, Indapur, Jejuri, Junnar, Khadkale, Kirkee, Kusgaon Budruk, Lonavala, Manchar, Pimpri-Chinchwad, Pune (Cantonment), Rajgurunagar, Sasvad, Shirur, Shivatkar, Talegaon Dabhade, Tathavade och Vadgaon